# Moskaukanal
Der Moskaukanal (russisch Канал имени Москвы Kanal imeni Moskwy; bis 1947 Канал Москва-Волга Kanal Moskwa-Wolga „Moskwa-Wolga-Kanal“) ist ein Kanal in Russland, der die Flüsse Wolga und Moskwa verbindet. Er verläuft auf dem Gebiet der Oblaste Twer und Moskau sowie zu einem kleinen Teil auf dem Stadtgebiet von Moskau und hat eine Länge von 128 Kilometern.

## Geschichte
Schon Peter der Große hatte daran gedacht, Wolga und Moskwa mit einem Kanal zu verbinden, zwischen 1825 und 1844 wurde sogar mit Bauarbeiten begonnen. Am 15. Juni 1931 beschloss das ZK der Kommunistischen Partei, einen Kanal zu bauen, der zunächst nur der Wasserversorgung von Moskau dienen sollte. Zugleich sollte die Moskwa reguliert werden. Der Kanal sollte ferner ebenso wie die Metro Moskau dazu dienen, Moskau zu einem Schaufenster des Sozialismus fortzuentwickeln. Dieser Anspruch spiegelte sich in der architektonischen Ausgestaltung von Flusshafen, Schleusen und Monumentalskulpturen, die Lenin und Stalin darstellten, wider. Der Bau des Moskau-Wolga-Kanals war eines der größten Vorhaben im Fünfjahresplan 1932–1937. Für ihn wurde der Lagerkomplex Dmitlag (zunächst Dmitrowlag) mit der Stadt Dmitrow im Zentrum eröffnet, der von 1932 bis 1938 der größte innerhalb des Gulag war. Zum Zeitpunkt der größten Ausdehnung im Jahre 1936 leisteten 192.034 Häftlinge Sklavenarbeit im Dmitlag.
Die Häftlinge wurden zunächst im wilden Gelände ausgesetzt und mussten selbst zurechtkommen. Die Arbeit war extrem hart: Außenarbeiten durften erst bei Temperaturen von minus 30 Grad abgebrochen werden. Pro Kopf und Tag wurden 200 Gramm Grütze, 200 Gramm Makkaroni und 100 Gramm Pflanzenöl kalkuliert. Mehr zu essen gab es nur bei Übererfüllung des Plans. Gearbeitet wurde ohne Mittagessen. Viele Häftlinge wurden auf der Flucht erschossen. In den ersten beiden Jahren 1933 und 1934 starben 8.873 und 6.041 Menschen, insgesamt ließen 22.842 Menschen für den Kanal ihr Leben. In den Wäldern und Sümpfen wurden Massengräber eingerichtet. Obwohl für sowjetische Verhältnisse eine beispiellose Zahl an technischen Geräten zusammengezogen wurde (172 Lokomotiven und 2000 Waggons, 1800 Autos, 300 Traktoren und 200 Bagger), wurden die Erdarbeiten vor allem per Hand bewältigt. Entlang der Kanaltrasse arbeiteten aber auch freie Arbeiter, die sich in der Kanalzone angesiedelt hatten oder aus Moskau pendelten. Gegen Ende wurde die Baustelle sogar ein beliebtes Ausflugsziel für Moskauer Prominente.
Der Kanal wurde am 15. Juli 1937 als Moskwa-Wolga-Kanal (Канал Москва-Волга) eröffnet. Aus diesem Anlass wurden 50.000 Häftlinge freigelassen. Gleichzeitig wurde im Rahmen des Großen Terrors die Führung des Kanalprojekts und des Lagers in der Kanalzone verhaftet. Der Leiter des Dmitlag Semjon Firin wurde am 28. April 1937 festgenommen. Noch während die Festflotille zur Eröffnung des Kanals am 30. April unterwegs war, mussten mehrere Leiter der Kanalbaustelle von Bord gehen und wurden mit schwarzen Limousinen in das Lubjanka-Gefängnis geschafft. Zur 800-Jahr-Feier der Stadt Moskau 1947 wurde der Kanal zu Ehren der Stadt in Moskau-Kanal (Канал имени Москвы) umbenannt und trägt seitdem seinen heutigen Namen.

## Verlauf

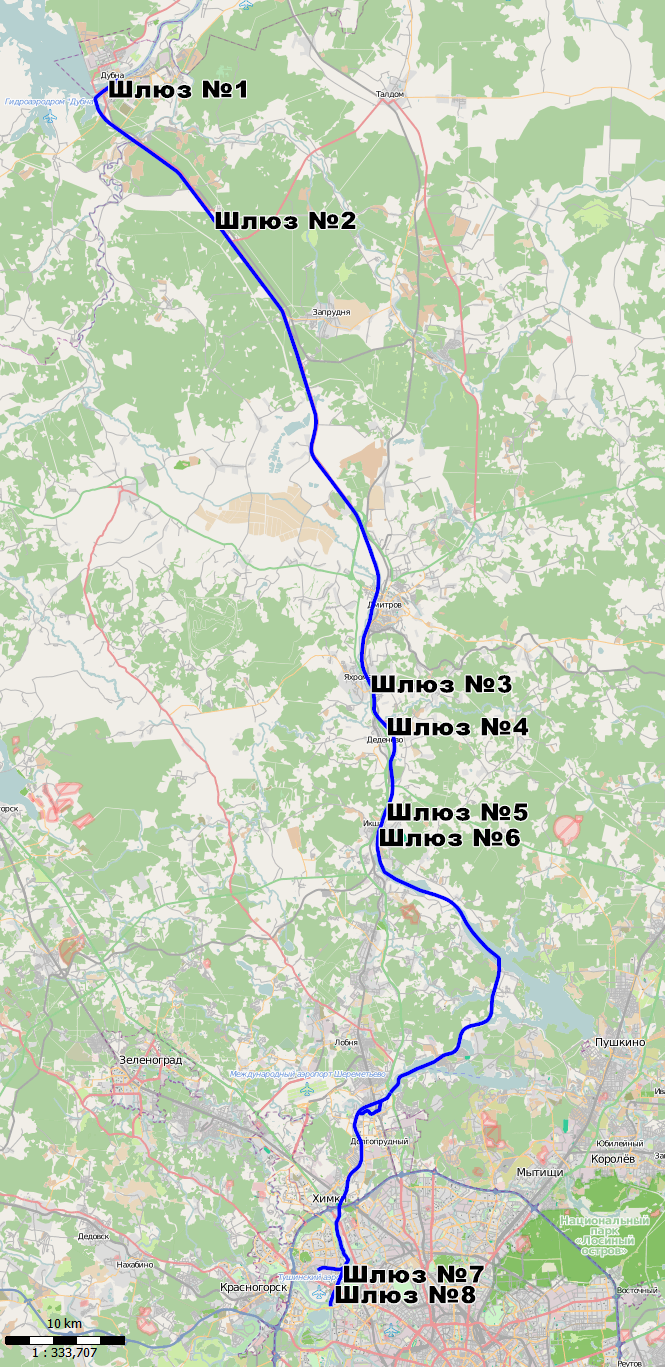
Verlauf des Moskau-Wolga-Kanals mit den 8 Schleusen

Der Kanal beginnt beim Iwankowoer Stausee in der Nähe der Stadt Dubna, wo sich auch die Schleuse und das Iwankower Wasserkraftwerk befindet. Die Einmündung in die Moskwa liegt im Moskauer Ort Tuschino. Auf seinen ersten 74 Kilometern verläuft der Kanal über den nördlichen Hang des Klin-Dmitrow-Höhenzugs, dabei müssen 38 Meter Höhe mit Hilfe von sechs Schleusen (Nr. 2–6) überwunden werden.
In seinem weiteren Verlauf liegt eine Reihe von Stauseen, die insgesamt 19,5 Kilometer ausmachen. Der schiffbare Teil des Kanals endet im nördlichen Binnenhafen von Moskau, anschließend fließt er auf einer Länge von drei Kilometern in die Moskwa ab. Hier gibt es noch zwei Schleusen (Nr. 7 und 8); der Kanal fließt hier über einen aufgeschütteten Damm, teilweise oberhalb der Wolokolamsker Chaussee.

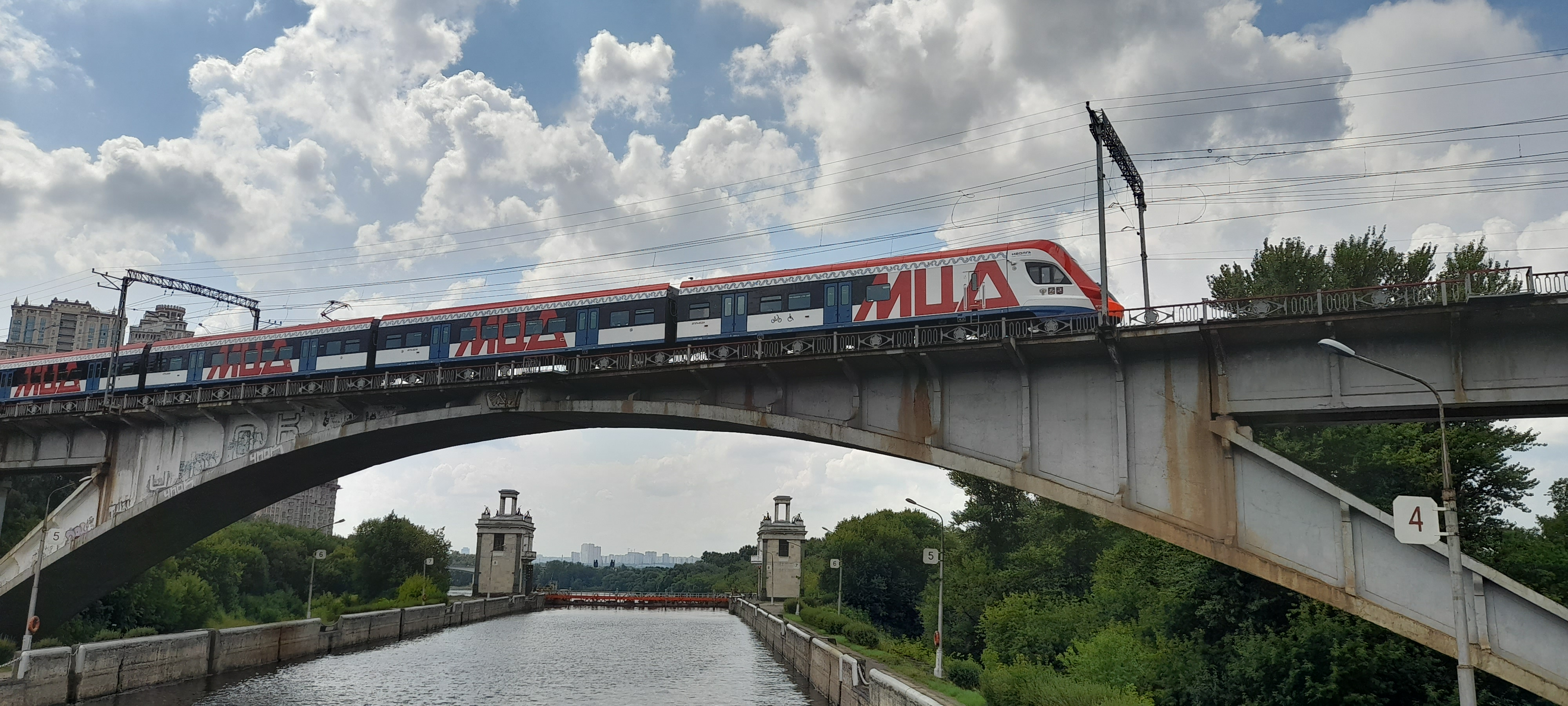
Batschelis-Brücke über die Schleuse Nr. 8

Jede der acht Schleusen ist für sich individuell gestaltet; als architektonisch bemerkenswert gilt auch der nördliche Binnenhafen in Chimki nach Plänen der Architekten Ruchljadew, Krinski und anderen.
Der Kanal ist renovierungsbedürftig, neuere Studien gehen von Rekonstruktionskosten in Höhe von 1,5 bis 3 Milliarden Rubel aus.